# Сан-Мигель, Жанина
Жанина Миллер Сан-Мигель (англ. Janina Miller San Miguel, род. 14 ноября 1990 года) — филиппинская участница конкурсов красоты, обладательница титула Мисс Филиппины Мира 2008 года. Получила известность благодаря своему выступлению на конкурсе вопросов и ответов, где потеряла самообладание и начала произносить несвязанную речь с сильным акцентом. Видео этого инцидента на сайте YouTube собрало несколько миллионов просмотров.
В 2008 году Сан-Мигель сложила с себя корону сославшись на личные проблемы, связанные со смертью её дедушки. Титул перешёл Даниель Кастаньо, занявшей второе место на конкурсе Мисс Филиппины, которая и представляла страну на конкурсе Мисс Мира 2008.

## Ранние годы
Жанина Сан-Мигель родилась в семье среднего достатка в столице Филиппин Маниле. Она была старшей из трёх детей в семье. Отец девушки работал водителем джипни, а мать — домохозяйкой. По окончании школы Жанина поступила в Университет Востока на специальность «Массовые коммуникации» и собиралась стать ведущей. Там же она приняла участие в местном конкурсе красоты Мистер и Мисс УВ, в котором заняла второе место. После этого конкурса, ещё будучи студенткой первого курса, она решила принять участие в конкурсе Мисс Филиппины 2008, чтобы «набраться опыта, найти новых друзей и возможности».

## Мисс Филиппины
Конкурс Мисс Филиппины 2008 проходил 8 марта 2008 года в «Колизее Араната» в Кесон-Сити. Семнадцатилетняя Жанина была самой молодой среди двадцати четырёх конкурсанток. Кроме того, она также была самой высокой девушкой (её рост составляет 180 см). Уже в начале соревнования Сан-Мигель стала победительницей двух конкурсов — конкурса купальников и вечерних платьев. Конкурс вопросов и ответов начался с того, что ведущий шоу Паоло Бедионис поприветствовал Жанину и задал ей пару простых вопросов. Далее девушка должна была выбрать судью, который должен был задавать вопрос. Чтобы определить судью она вытащила бумажку с именем из специального стеклянного сосуда. Им оказалась Вивьен Тан, которая спросила девушку: «Какую роль играет ваша семья для вас, как кандидата на титул Мисс Филиппины?».
На что Сан-Мигель ответила:
|  | Так, роль моей семьи для меня очень важна, потому что было...они, они были теми, кто...очень...ха-ха... Ой, мне очень жаль. Ммм, моя пемья... моя семья... Ой, Боже мой. Я... ОК. Мне очень жаль. Я... Я сказала вас, что я очень уверена. Ммм, подождите... Ха-ха-ха-ха! Ммм, извините ребята, так как этой фервый конкурс красоты в моей жизни, потому что мне всего 17 лет и... ха-ха... Я, я не ожидала, что я приду из.. Ммм, Так...Но я сказала, что моя пемья — самые важные люди в моей жизни. Спасибо. |

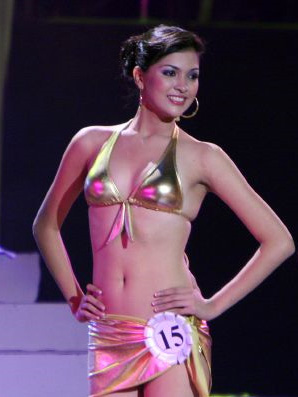
Жанина Сан-Мигель на конкурсе вопросов и ответов

Когда Жанина потеряла самообладание, отвечая на вопрос судьи, многие зрители в зале начали смеяться и аплодировать. Некоторые члены жюри и конкурсантки также смеялись над попыткой Сан-Мигель ответить на вопрос. Видя, что девушка совсем потерялась и не может внятно ответить на вопрос, ведущий шоу Паоло Бедионис предложил ей закончить свой ответ на тагальском языке, однако Жанина продолжила говорить на английском.
Несмотря на невразумительное выступление в конкурсе вопросов и ответов девушка получила корону Мисс Филиппины Мира. Такое стало возможно из-за того, что конечная оценка конкурсанток на 80 % зависела от физической красоты и лишь на 20 % от личных качеств и умственных способностей. Позже Бедионис выступил в защиту Жанины, сказав: «Я восхищаюсь тем, что она не прогнулась под давлением, и, что она была откровенна настолько, насколько это возможно». Он также добавил: «Не важно насколько плохо она выступила в конкурсе вопросов и ответов, она не могла потерять очень много очков, так как уже в начале мероприятия сделала огромный задел по очкам». Победив в конкурсе Мисс Филиппины Сан-Мигель стала официальной представительницей своей страны на конкурсе Мисс Мира 2008, который должен был пройти в этом же году в Киеве, Украина (однако из-за конфликта между Грузией и Россией место проведения мероприятия было перенесено в Йоханнесбург, Южная Африка).
Уже после конкурса Сан-Мигель отметила, что её задела критика на её выступление на конкурсе вопросов и ответов. Спустя неделю после шоу Жанина дала интервью комментатору Рики Ло, в котором объяснила, что будучи на сцене она не смогла хорошо понять вопрос из-за тихого голоса судьи. Когда же Ло дал ей шанс ещё раз ответить на этот вопрос, она улыбнулась и сказала: «Моя семья является вдохновением для меня».

### Реакция на выступление Сан-Мигель
Видео её выступления в конкурсе вопросов и ответов, размещённое на сайте YouTube, собрало более 4 млн просмотров и породило общенациональную дискуссию о том, обязательно ли в совершенстве знать английский язык, чтобы быть достойным победы в конкурсе. Так Эдуардо Гуллас, старший законодатель в филиппинской палате представителей, автор законопроекта о восстановлении английского языка в качестве языка обучения в школах, сказал, что ему было «мучительно смотреть» видеоролик выступления Сан-Мигель и добавил, что «она — филиппинка и английский является самым важным вторым языком для нашей страны. Поэтому люди ожидали от неё большего». После этого происшествия директор Управления технического образования и повышения квалификации предложил устроителям конкурса красоты организовать курсы английского языка для всех участниц Мисс Филиппины, чтобы те могли лучше выразить себя. С другой стороны некоторые лингвисты высказались вподдержку Сан-Мигель, заявив, что филиппинцам, которые не знают в совершенстве английский язык, нечего стыдиться. Так как многие участницы конкурсов красоты по всему миру также зачастую не владеют английским в совершенстве, однако это не служит поводом для их критики. Они привели пример с ещё одной филиппинской знаменитостью, боксёром Мэнни Пакьяо, который не стесняется говорить на ломанном английском языке. После выступления Сан-Мигель её также начали сравнивать с ещё одной филиппинкой, победительницей Мисс Интернешнл 1979 года Мелани Маркес, известной своим плохим владением английским языком. Сама же Мелания также высказалась в защиту Жанины и посоветовала девушке не отчаиваться и хорошо подготовится к конкурсу Мисс Мира.
В 2014 году издание Zing включило Сан-Мигель в список участниц конкурсов красоты, давших наиболее смешные ответы.

## Отказ от должности

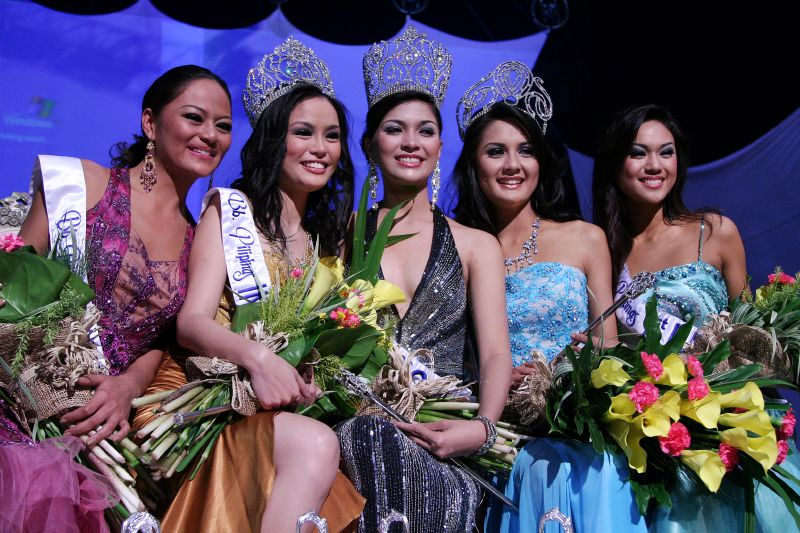
Жанина Сан-Мигель (в центре) и Даниель Кастаньо (вторая справа) с другими финалистками Мисс Филиппины Мира

30 сентября 2008 года было объявлено, что Жанина Сан-Мигель отказалась от короны Мисс Филиппины Мир. В коротком официальном сообщении говорилось: «Преждевременная кончина её дедушки, а также другие личные причины, стали причиной её стрессового состояния, таким образом препятствуя ей выполнению своих обязанностей как обладательницы титула». Её отставка состоялась всего через 61⁄2 месяца после коронации, всего за 21⁄2 месяца до конкурса Мисс Мира.
Объявление о её отставке вызвало слухи, что Сан-Мигель была вынуждена отказаться от титула из-за давления со стороны организаторов конкурса Мисс Филиппины, которые были обеспокоены её недостаточным профессионализмом в подготовке к конкурсу Мисс Мира, что негативно сказывалось на её наставниках и начальниках. Позже в интервью девушка рассказала, что из-за частых несогласованностей в расписании она не могла посещать все тренировочные мероприятия, назначенные ей организаторами конкурса, включая уроки по улучшению её разговорных навыков. Она также призналась, что однажды в середине репетиции впала в истерику, когда получила известие о кончине её деда, и потребовала, чтобы её отпустили.
Согласно правилам конкурса красоты титул Сан-Мигель автоматически перешёл к первой вице-мисс Даниель Кастаньо. Именно Кастаньо и представляла Филиппины на конкурсе Мисс Мира 2008 в Йоханнесбурге (Южная Африка), проходившем в декабре 2008 года. Там она стала финалисткой в номинации Мисс Пляж и полуфиналисткой в Мисс Топ-модель.

## Карьера в шоу-бизнесе
В 2008 году Жанина сыграла небольшую роль в молодёжном сериале Lipgloss.
Сан-Мигель рассматривалась как возможная участница второго сезона реалити-шоу Survivor Philippines, съёмки которого прошли в мае 2009 года. Одним из критериев данного шоу было то, что его участники не должны быть знаменитостями и, по мнению продюсеров, Сан-Мигель таковой не являлась. Ведущий Survivor Philippines Паоло Бедионис, который также был ведущим на конкурсе красоты Мисс Филиппины, в интервью рассказал, что девушка была бесспорным кандидатом, однако она сама отказалась в последний момент.
В августе 2009 года Сан-Мигель стала участницей третьего сезона шоу Celebrity Duets: Philippine Edition. В первых трёх эпизодах она исполнила дуэт вместе с Морин Ларрасабаль, Битуни Эскаланте и Паоло Боллестеросом. Однако уже в первом голосовании, проходившем 12 сентября, она набрала меньше всех голосов и была вынуждена первой покинуть шоу.
Позже Сан-Мигель заявила, что она в ближайшее время не намерена полностью посвятить себя шоу-бизнесу, а планирует продолжить обучение, однако будет продолжать работать над своей фигурой, чтобы в будущем попробовать себя в модельном бизнесе. 23 октября 2009 года она стала одной из десяти финалистов в филиппинском квалификационном раунде конкурса Ford Models Supermodel of the World, проходившем в конференц-центре SMX в Пасаи. Позже она вошла в тройку лидеров, но конкурс выиграла Шарлин Алмарвез, которая впоследствии стала первой вице-мисс в финале конкурса Supermodel of the World, проходившем в Сан-Паулу (Бразилия).

## Личная жизнь
В 2014 году Жанина вышла замуж за индуса Вишала Сахота и вскоре у пары родился ребёнок.